# Witold Elektorowicz
Witold Elektorowicz (ur. 10 maja 1892 w Stanisławowie, zm. 11 marca 1968 w Warszawie) – polski śpiewak, aktor i kompozytor piosenek.

## Życiorys

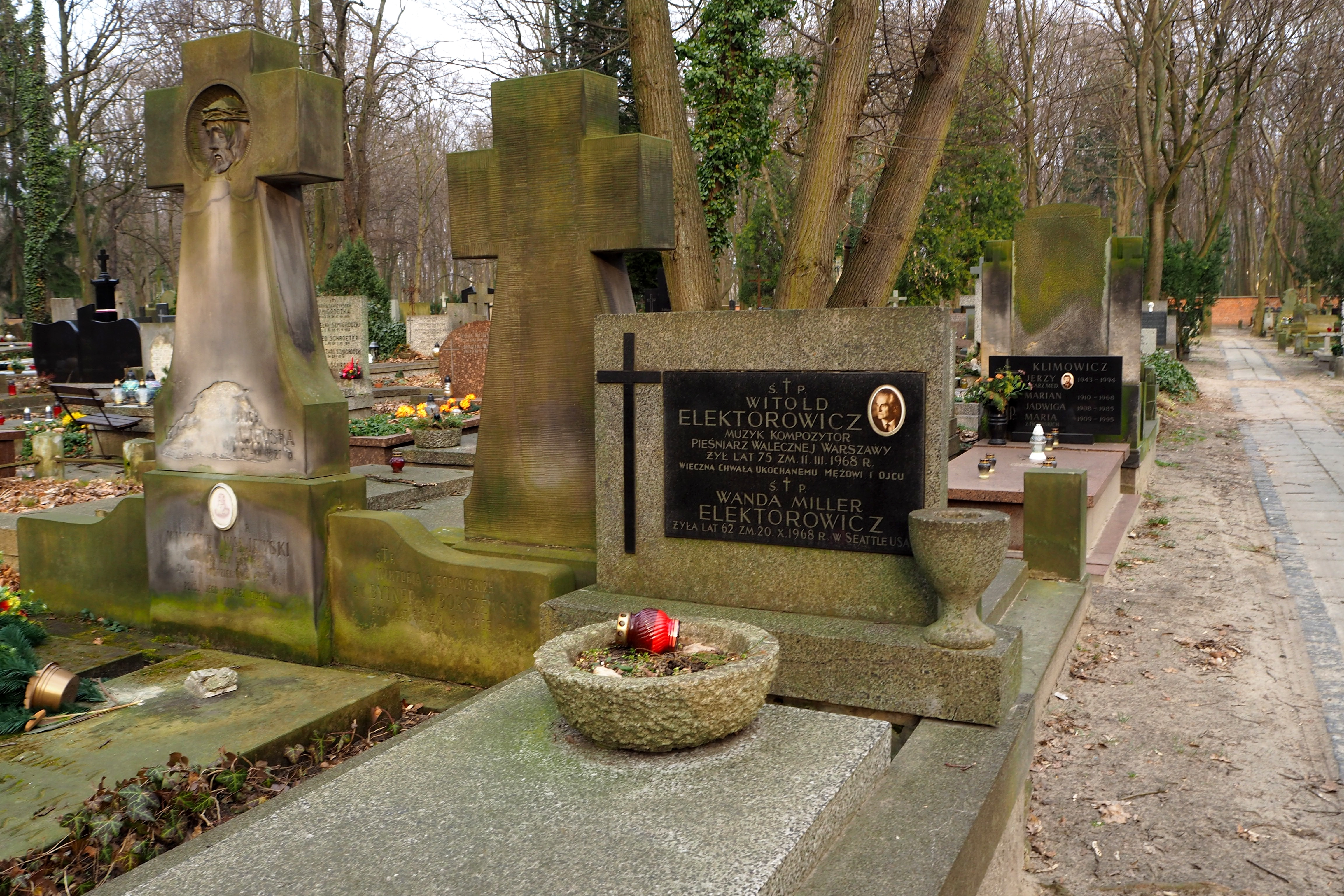
Grób Witolda Elektronowicza na Cmentarzu Powązkowskim w Warszawie

Debiutował w noc sylwestrową roku 1909/1910 jako kierownik muzyczny w warszawskim kabarecie literackim „Momus” kierowanym przez Arnolda Szyfmana. W latach 1917–1921 współpracował z warszawskim teatrem „Czarny Kot". W okresie międzywojennym występował w łódzkiej kawiarni „Ziemiańska”. Podczas okupacji występował w warszawskich kawiarniach i domach prywatnych z repertuarem piosenek patriotycznych. W roku 1962 wystąpił w filmie Jana Rybkowskiego Spotkanie w „Bajce” w roli pianisty. Skomponował m.in. „Pieśń o żołnierzach z Westerplatte” do wiersza Konstantego Ildefonsa Gałczyńskiego. Był współzałożycielem Związku Autorów i Kompozytorów, zarejestrowanego w 1947.
Spoczywa na cmentarzu Powązkowskim w Warszawie (kwatera 273-8-30).

## Ordery i odznaczenia
- Złoty Krzyż Zasługi (1948)[3]